# Raymond Léon Rivoire
Raymond Léon Rivoire (Cusset, Allier, 21 de octubre de 1884 - París, 27 de septiembre de 1966), fue un escultor francés. .

## Biografía
Antoine Joseph Léon Raymond Rivoire nació en una familia burguesa. Su padre fue Pierre Barthélemy Arthur Rivoire, dueño de propiedades en Cannes; su abuelo paterno fue jefe de división en la prefectura del Ródano. Su madre fue Clarisse Victoire Alice Millet y a través de la línea materna Rivoire tiene ascendencia borbónica. Su abuelo, Louis Léon Millet, fue funcionario en Cusset.
Fue alumno de la Escuela de Bellas Artes de París, donde asistió a las clases de Jean-Antoine Injalbert. En 1905 expuso sus obras en el Salón de Artistas Franceses. Recibió premios en 1921 y 1929 y expuso tanto en Francia como en Londres, Roma, Buenos Aires.
Una de sus principales obras es Diana y el galgo (Diane au lévrier), también conocida como Artemisa.Un ejemplar monumental de esta estatua se encontraba en el gran salón del transatlántico L'Atlantique (1931-1933).
Se pueden encontrar grabados de menor tamaño en varios museos ( Museo del Louvre, Museo de Newark (Nueva Jersey, Estados Unidos), así como el Museo Cusset que conserva varias de sus producciones.
Posteriormente, creó para el transatlántico Normandie (1935-1942) un bronce que representa a Neptuno tirado por un hipocampo (desaparecido en el incendio del barco en Nueva York en 1942). Un segundo ejemplar de esta obra puede encontrarse en una fuente en Cannes.
El 29 de diciembre de 1932 fue nombrado Caballero de la Legión de Honor y condecorado el 13 de enero de 1933 por Jean Gautier, subdirector del Conservatorio Nacional de Artes y Oficios.
Al final de su vida, residió en un hogar de ancianos para artistas de Ris-Orangis.

## Obras
- El niño con la tortuga, primera obra presentada en el Salón de artistas franceses, cuando el artista tenía los 20 años.[6][7]
- Centauro, expuesto en el Salón de Artistas Franceses de 1914.
- Bañista, Museo de Luxemburgo.
- Juana de Arco, Catedral de Moulins.
- Capilla Gillet, cementerio Père-Lachaise, París .
- Monumento a los muertos de la Primera Guerra Mundial en Cusset (Allier), 1921. [8]
- Soldado herido, bajorrelieve del monumento a los caídos en la guerra de Châtel-Montagne (Allier), 1927.
- Bacante o Mujer con Cesto de Vides, bronce.
- Mujer con galgo ( Diane o Diana cazadora, o Artemisa ), bronce, Museo del Louvre, 1928; Cusset, museo de la Torre de la Prisión. [9][10][11]
- Neptuno tirado por un caballito de mar o Fontaine Rivoire, Cannes, 1930.[12]
- Tortura de Tántalo, museo del Centro Cultural Valéry-Larbaud, Vichy, 1935.[13]
- San Luis Juvenil, iglesia de Saint-Louis en Vichy, 1944.
- Estatuas de mármol de 1914  colocadas en diversos espacios verdes incluido el Parque Saavedra y Plaza Olazábal en La Plata (Argentina): El rapto de Europa por Zeus, Agricultura, El Océano Atlántico , El Río de La Plata.[14][15][16]